# Савчиці
Са́вчиці — село в Україні, у  Кременецькій міській громаді Кременецького району Тернопільської області. Розташоване на річці Іква, в центрі району. До 2020 підпорядковувалось Дунаївській сільській раді.
Населення — 401 особа (2007).

## Географія
Село Савчиці розташоване на північному заході колишньої Дунаївської сільської ради.
Віддаль до районного центру — 14 км, до найближчої залізничної станції — 28 км.
Село розташоване на лівому березі річки Ікви.

## Історія
Перша писемна згадка — 1325.
За історичними даними село Савчиці згадується у 1559 році, тоді до нього примикав хутір Вірля (Орля). На хуторі був замок, де проживала шляхтянка, фундаторка Почаївського монастиря, Анна Гойська. У 1559 році в неї гостював грецький митрополит Неофіт, який подарував їй ікону Матері Божої, яка нині зберігається в Почаївській Лаврі.
Замок Вірля знищений у 1675 році турками під час польсько-турецької війни.
Упродовж XVIII ст. місцеві маєтності, як засвідчують численні документи у фондах Державного архіву Тернопільської області, належали Почаївському василіянському унійному монастирю.
У цій місцевості побував Тарас Шевченко і у 1846 році написав поему «Варнак».
На 1936 рік село входило до ґміни Бережці Кременецького повіту.
12 червня 2020 року, відповідно до розпорядження Кабінету Міністрів України № 724-р «Про визначення адміністративних центрів та затвердження територій територіальних громад Тернопільської області», увійшло до складу Кременецької міської громади.
19 липня 2020 року, в результаті адміністративно-територіальної реформи та ліквідації Кременецького (1940-2020) району, село увійшло до складу новоутвореного Кременецького району.

## Населення
За даними перепису населення 2001 року мовний склад населення села був таким:
| Мова       | Число ос. | Відсоток |
| ---------- | --------- | -------- |
| українська |           | 99,49    |
| російська  |           | 0,51     |

## Пам'ятки
Є церква Успіння Пресвятої Богородиці (1990-ті), дерев'яний храм на честь святих князів Бориса та Гліба (2012), а також Свято-Юріївський чоловічий монастир.
Церква Бориса і Гліба[джерело?]

## Соціальна сфера
Діють ЗОШ 1 ступеня, ФАП, торговий заклад.

## Галерея

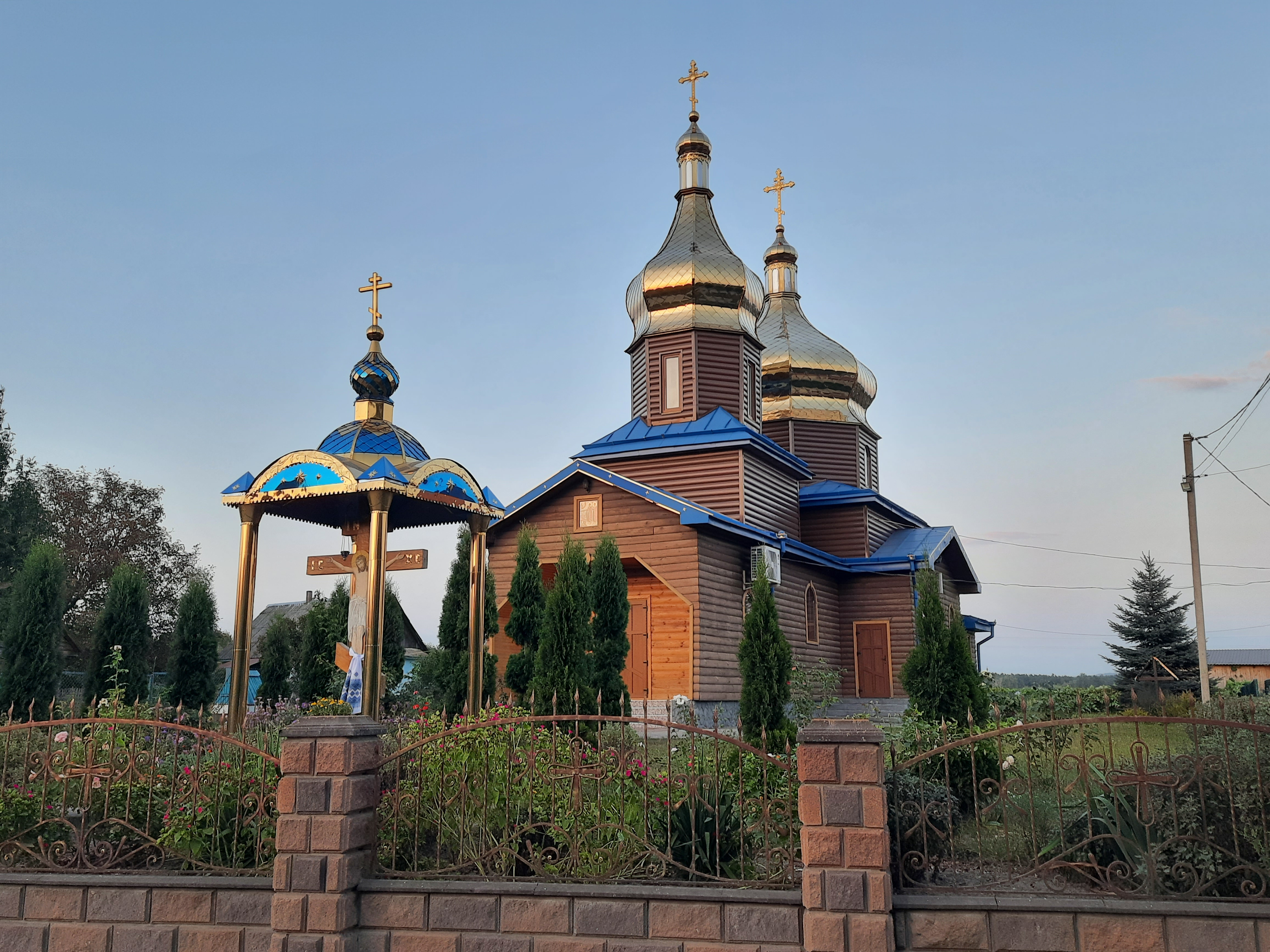
Церква Бориса і Гліба
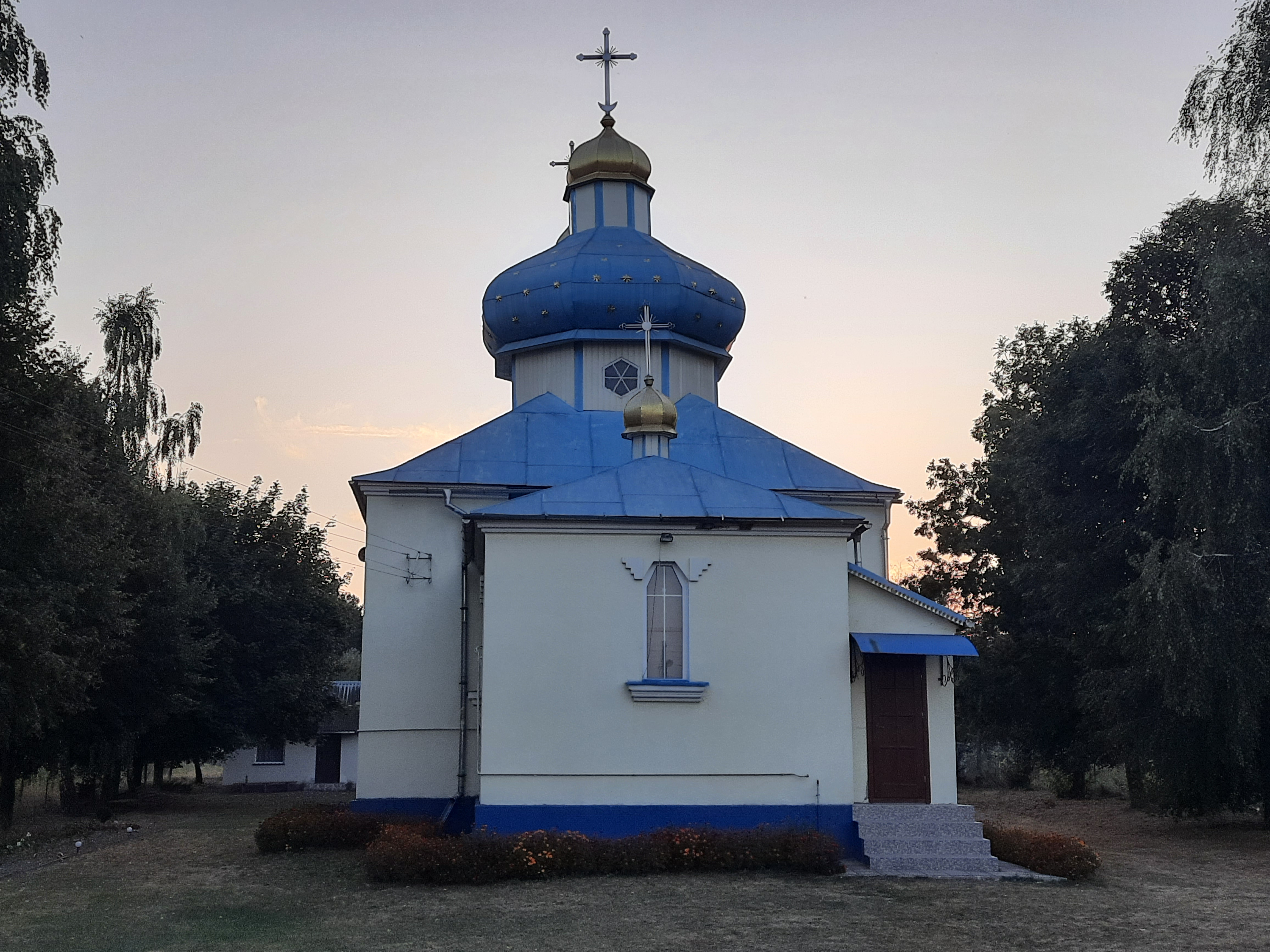
Церква Успіння Пресвятої Богородиці
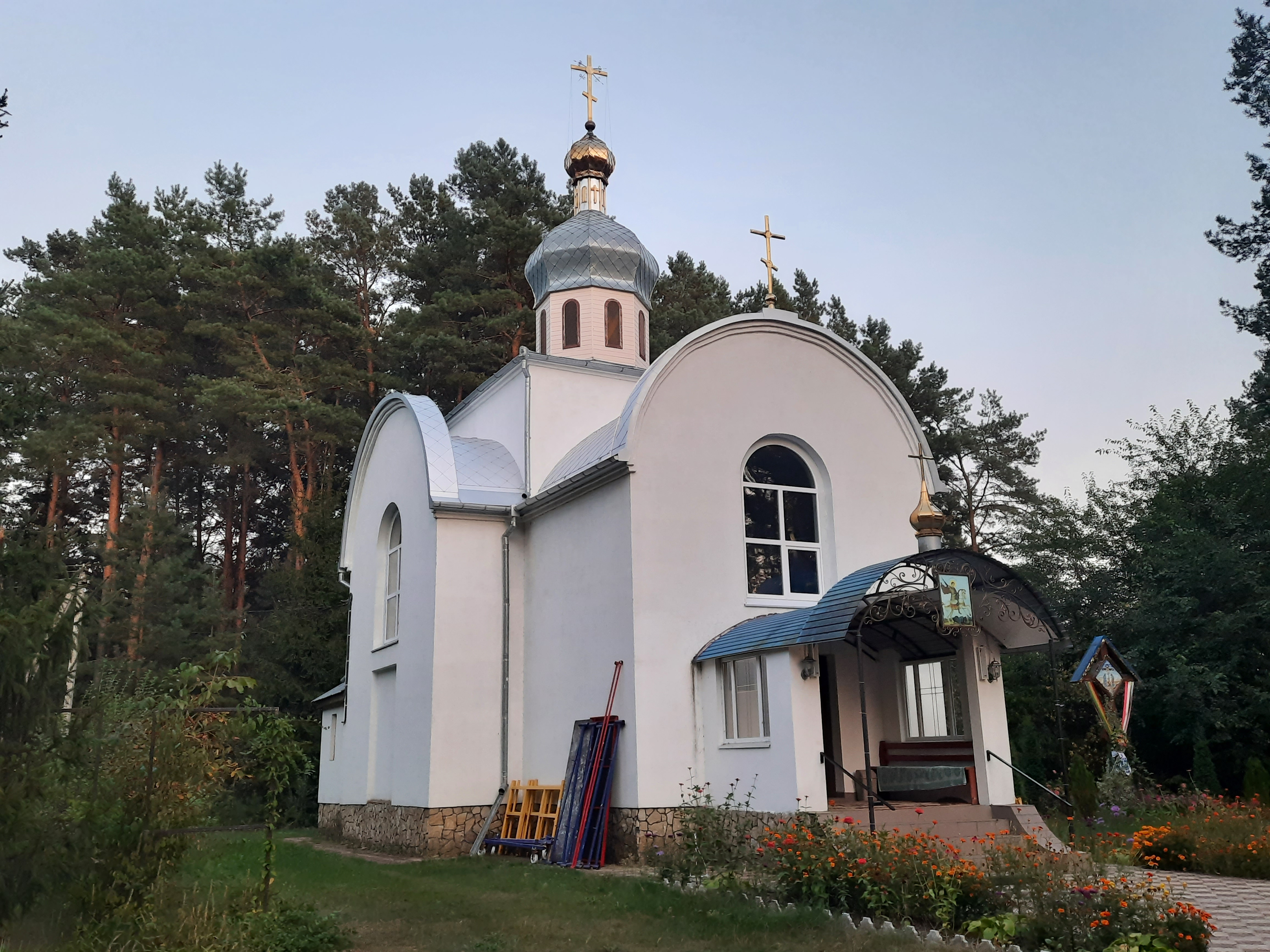
Свято-Юріївський чоловічий монастир.
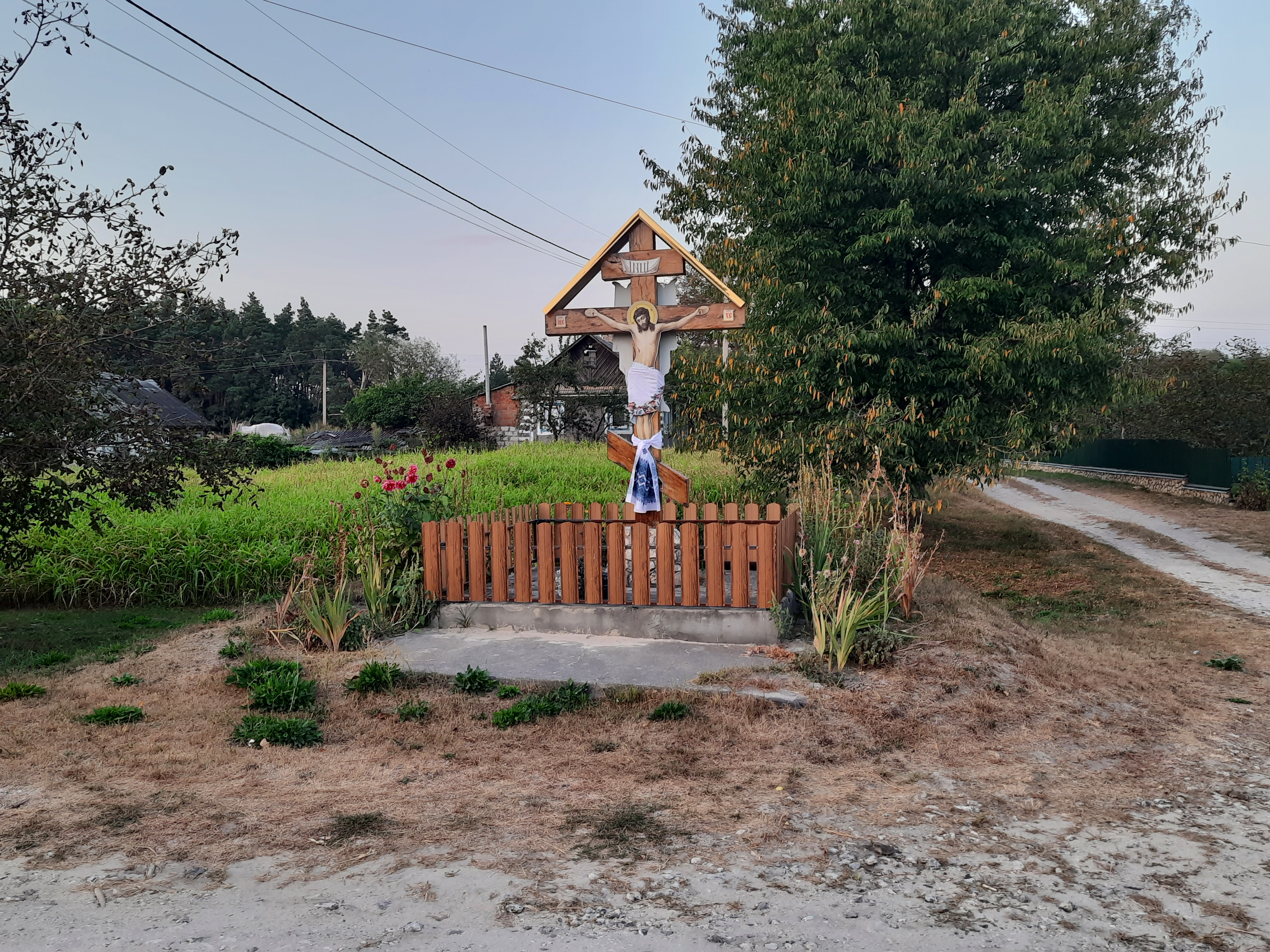
Пам'ятний хрест
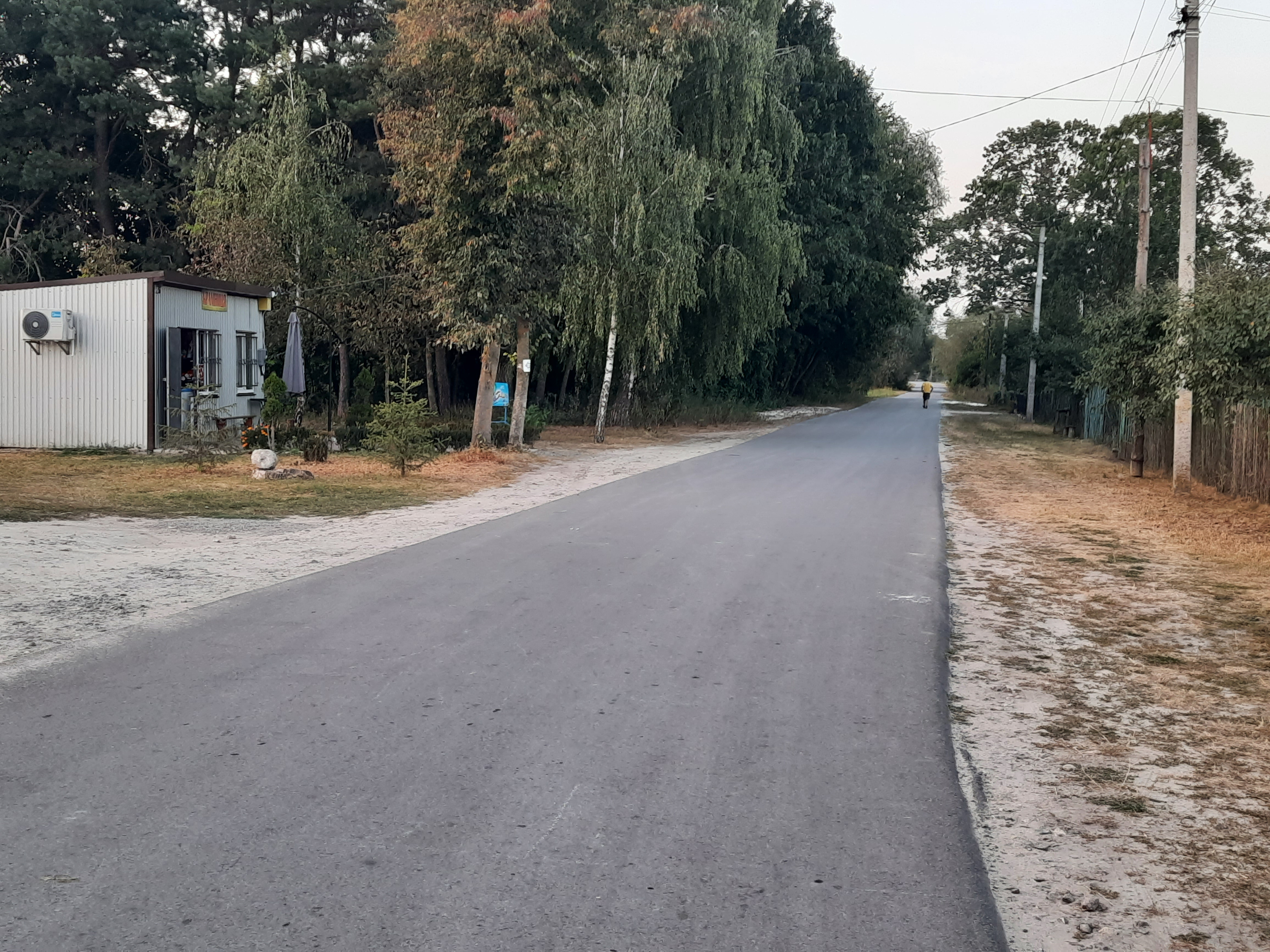
Сільська вулиця
Сільський пейзаж
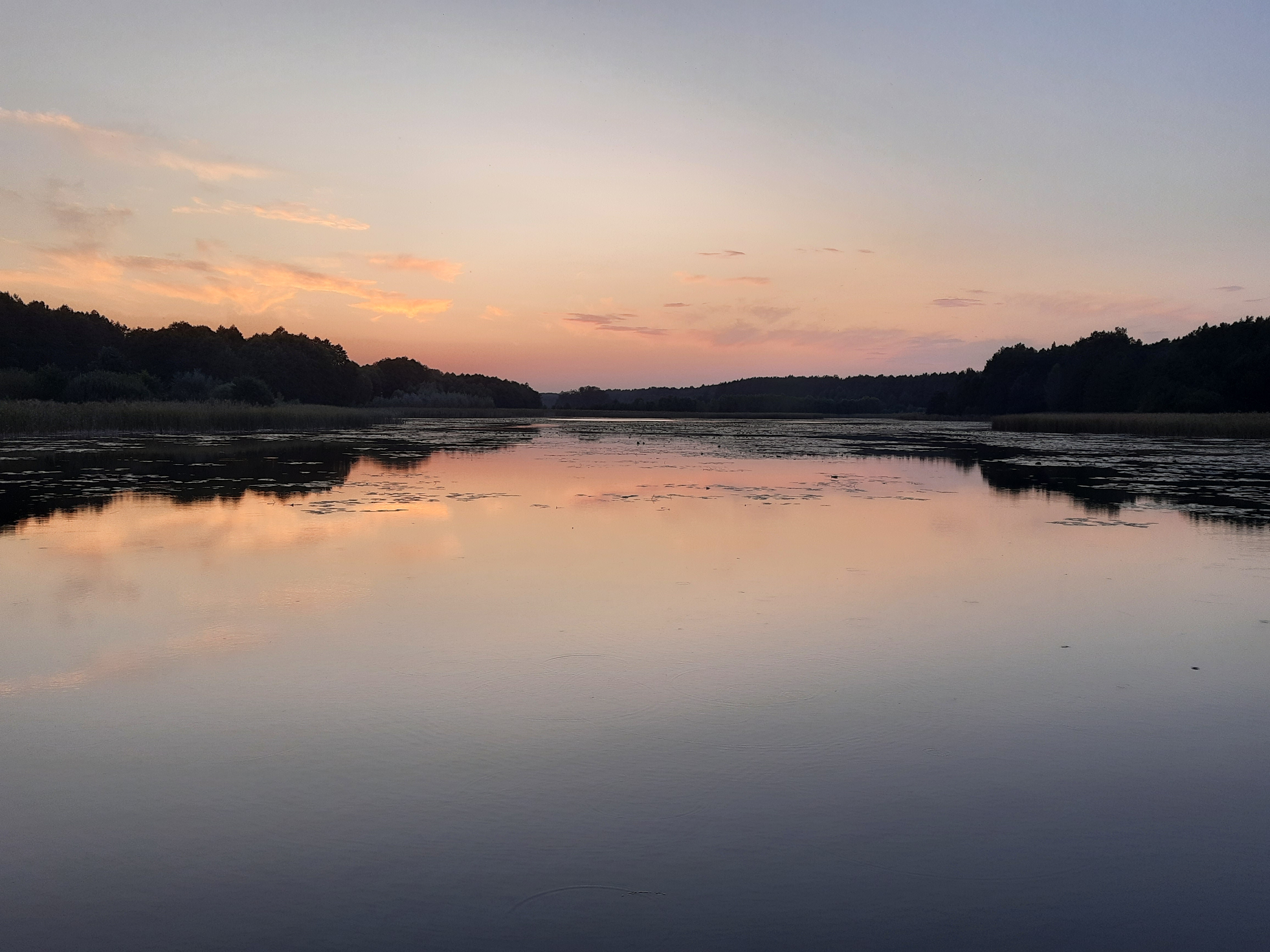
Став біля села